# Sierra de las Carbas
La sierra de las Carbas es un conjunto montañoso español perteneciente a la Sierra de la Culebra, ubicado en el noroeste de la provincia de Zamora y de la comunidad autónoma de Castilla y León.

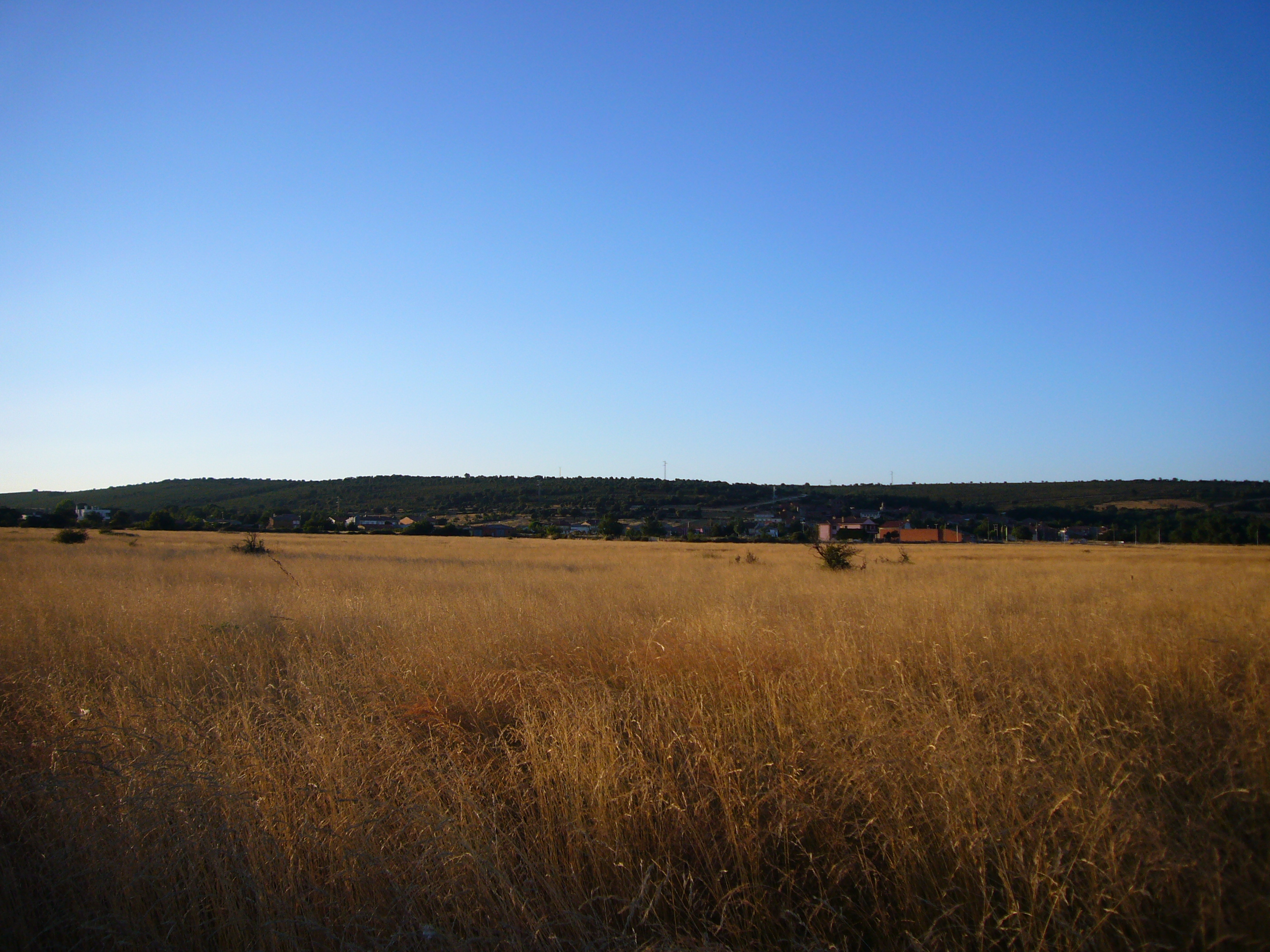
Sierra de las Carbas con el skyline de San Martín de Tábara.

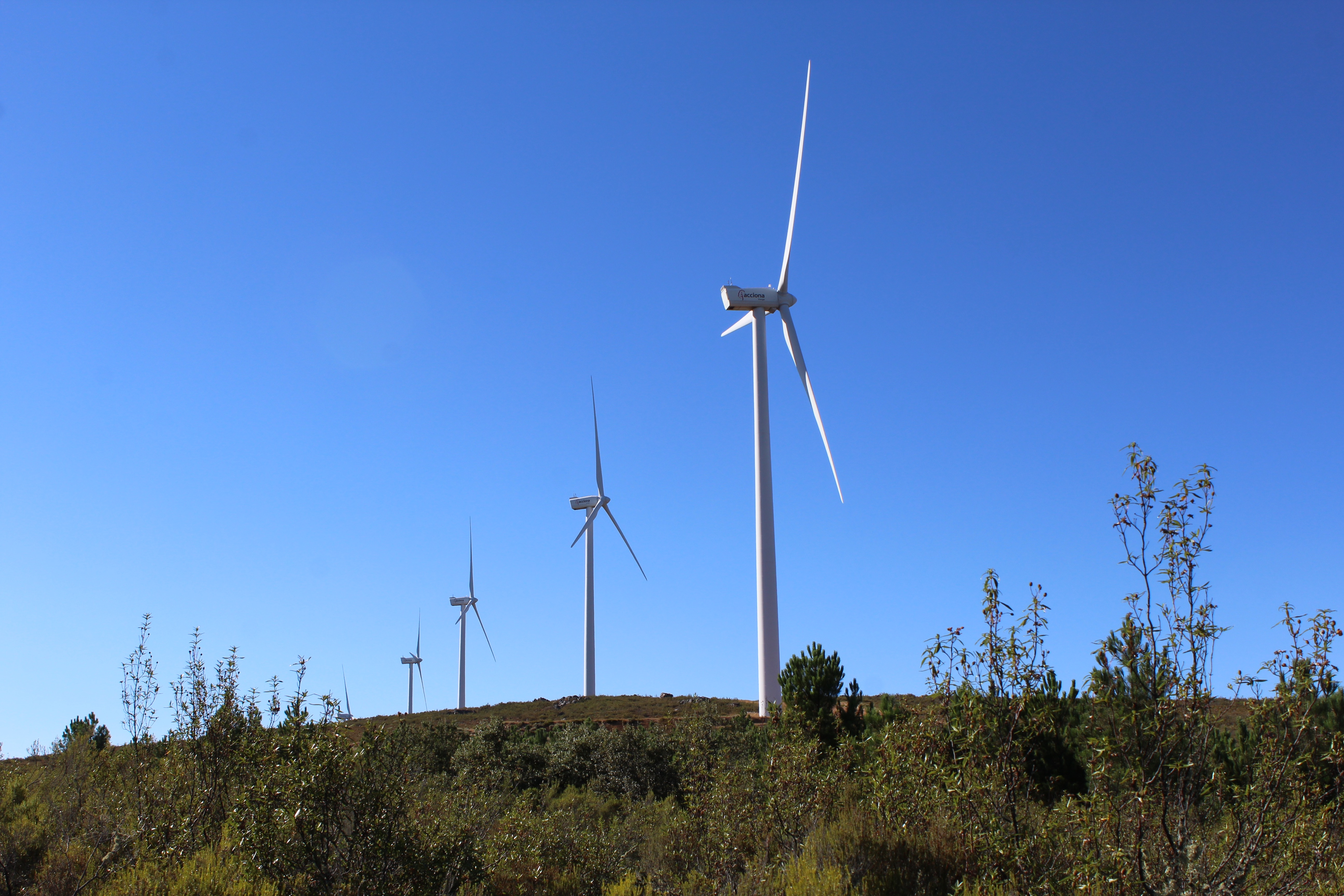
Parque eólico en Ferreruela.

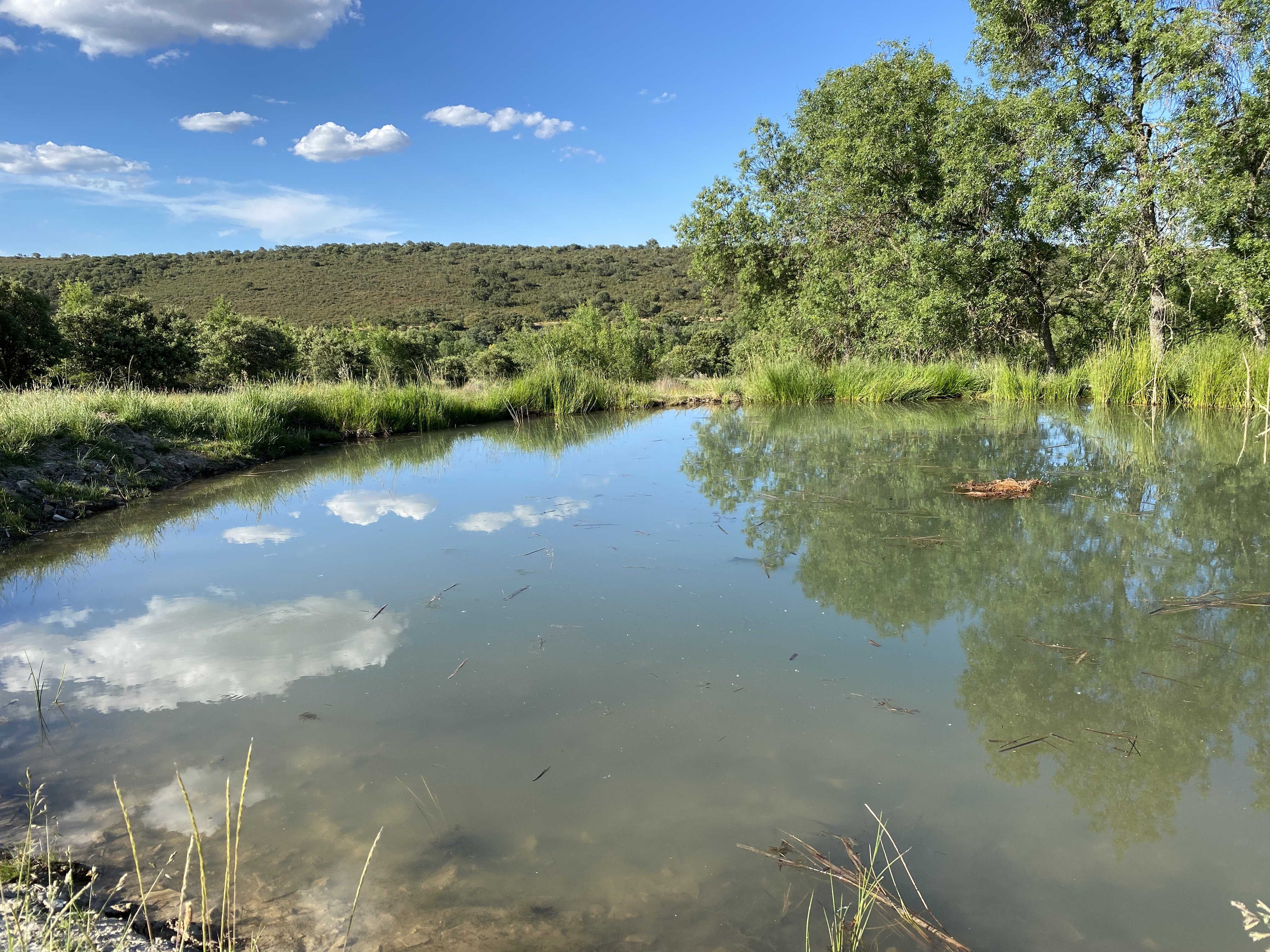
Fuente manantial de la Llinera en San Martín que nace en sierra de las Carbas.

## Geografía
La sierra de la Culebra se divide en varias vertientes como sierra de las Cavernas, sierra de los Catadores y sierra de las Carbas.
La sierra de las Carbas es una alineación montañosa que forma parte del conjunto de la Sierra de la Culebra, paralela por el sur a la formación principal. Se alza entre los términos de Sesnández de Tábara y Escober de Tábara, por el norte, y Abejera, Ferreruela de Tábara y San Martín de Tábara, por el mediodía.
Sus cotas dominantes son Cumbre Alta, con 992 metros, Peña Nevina con 974 y Sierro Gordo con 936. Constituye en largo trecho el reborde meridional del valle recorrido por el arroyo de Moratones. Su tramo más occidental se le suele designar como Sierra Sesnández, si bien es un topónimo utilizado principalmente en las localidades de Sesnández de Tábara y Abejera para denominar a la sierra de las Carbas.

## Cumbres
Sus picos más elevados son Cumbre Alta (992 m), Peña Nebina (974 m), Sierro Gordo (936 m), Castro (935 m) o Las Pendonas (918 m).
| Cumbre       | Altura | Localidad donde se ubica |
| ------------ | ------ | ------------------------ |
| Cumbre Alta  | 992 m  | Sesnández de Tábara      |
| Peña Nebina  | 974 m  | Ferreruela de Tábara     |
| Sierro Gordo | 936 m  | Ferreruela de Tábara     |
| Castro       | 935 m  | Abejera                  |
| Las Pendonas | 918 m  | San Martín de Tábara     |

## Parque eólico
Desde 2009 hasta 2029 existen tres parques eólicos en la Sierra de las Carbas, situados en los términos de las localidades de Abejera, Ferreruela de Tábara y Sesnández de Tábara, si bien esta última localidad tiene cedida su autonomía municipal al Ayuntamiento de Ferreruela de Tábara el cual recauda sus impuestos.
En 2006 los vecinos de Abejera apoyaron la instalación de los aerogenederadores por el beneficio económico para su localidad y solicitaron a organizaciones políticas ajenas al pueblo que dejasen de criticar el proyecto sin haberles consultado a los vecinos.
El presupuesto de 2021 del Ayuntamiento de Ferreruela de Tábara (formado por Ferreruela, Sesnández y Escober) fue de 645.550 euros, de los cuales 447.835 euros procedían de impuestos por la energía eólica al situarse los aerogeneradores en terrenos comunales. Esto permite a las tres localidades de Ferreruela, entre otras cosas, entregar un cheque bebé de 3.000 euros a las familias por cada recién nacido empadronado en el ayuntamiento.
Los parques eólicos de las Carbas fueron impulsados por la sociedad anónima Energías Renovables de Ricobayo que posteriormente cambió su denominación a la sociedad limitada Parque Eólico Sierra de las Carbas. Cada parque posee una subestación eléctrica para derivar la energía producida distribuidos de la siguiente manera: subestación de Sierra de las Carbas (gestionada por Parque Eólico Sierra de las Carbas SL), subestación de Peña Nebina (gestionada por Energías Renovables Peña Nebina SL), subestación de Sierra de Sesnández (gestionada por Energías Renovables Sierra Sesnández SL). La potencia de generación de los parques es de 40 MW. Las infraestructuras fueron construidas por el fabricante danés de turbinas eólicas Vestas.
La empresa Parque Eólico Sierra de las Carbas SL se sitúa en Madrid en un edificio de oficinas junto a la estación de Chamartín y la M-30. Entre los propietarios de la empresa figura como matriz Saeta Yield SA y el grupo empresarial Inverduero posee un 38% de capital en la empresa gestora de la Sierra de las Carbas
El contrato de la explotación finaliza en 2029.

## Atractivo turístico
En los últimos años la sierra de las Carbas se ha convertido en un santuario para amantes de la naturaleza que persiguen con las ventajas de no ser tan frecuentada como los principales puntos de la sierra de la Culebra. De entre la fauna de la sierra, destaca la presencia de cérvidos, especialmente de corzos y ciervos.
Es también lugar de deporte de montaña, principalmente de senderismo, trail running y de ciclismo MTB. Existen algunos eventos deportivos consolidados en la sierra como es la prueba deportiva "Arroz a la zamorana" que congrega anualmente a 800 ciclistas y 220 senderistas en varios itinerarios, uno de ellos de 77 kilómetros, por 15 pueblos de la comarca natural de Aliste, Tierra de Tábara y Tierra de Alba.